# Ajaccio
Ajaccio (französisch [aʒakˈsjo], italienisch [aˈjattʃo], korsisch Aiacciu [aˈjaʧːu]) ist eine französische Gemeinde mit 75.343 Einwohnern (Stand 1. Januar 2022) und die Hauptstadt der Mittelmeerinsel Korsika. Innerhalb der Gliederung Frankreichs ist Ajaccio Hauptstadt der Region Corse (Korsika) sowie Sitz der Präfektur des Départements Corse-du-Sud (Südkorsika).
Napoleon Bonaparte wurde 1769 in Ajaccio geboren. Ajaccio ist Gründungsmitglied des Bundes der europäischen Napoleonstädte.

## Geographie

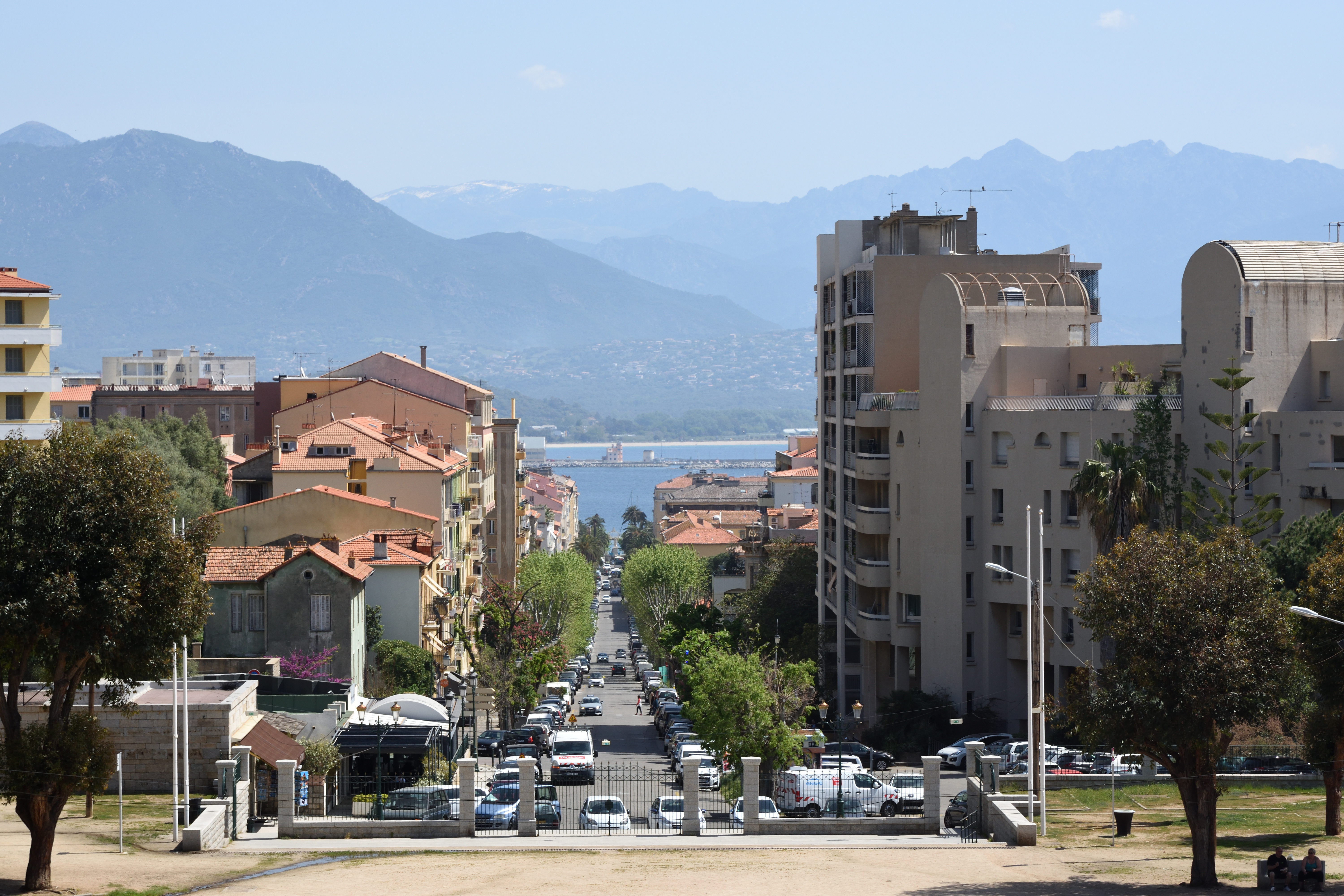
Blick durch die Innenstadt zum Hafen

### Lage
Ajaccio liegt an der Westküste Korsikas am Nordufer des Golfes von Ajaccio.

### Verkehrsverbindungen
Ajaccio verfügt über den größten Flughafen der Insel (Ajaccio Napoléon Bonaparte, auch Campo dell’Oro genannt).
Der Handelshafen ist nach dem von Bastia der zweitgrößte der Insel. Fähren verbinden Ajaccio ganzjährig mit Marseille, Toulon und Nizza. Zur Saison gibt es außerdem innerkorsische Fährverbindungen nach Calvi und Propriano. Schiffe zahlreicher Kreuzfahrt-Reedereien laufen Ajaccio an.
Der Bahnhof Ajaccio ist Endpunkt der 157 km langen Bahnstrecke Bastia–Ajaccio der Chemins de fer de la Corse (CFC). Bis 1993 bestand eine Gleisverbindung in den Hafen von Ajaccio.
Der öffentliche Busverkehr in der Stadt wird von der Gesellschaft Muvistrada betrieben. Das Einheitsticket kostet pro Fahrt und Person 1 € (Stand Mai 2018). Beispielsweise fährt der Bus der Linie 5 von der zentral gelegenen Place Charles de Gaulle die Küste entlang 10 km in westlicher Richtung zum Ausflugsziel Pointe de la Parata am Ende der Route des Sanguinaires.

### Klimatabelle
|                       | Jan  | Feb  | Mär  | Apr  | Mai  | Jun  | Jul  | Aug  | Sep  | Okt  | Nov  | Dez  |   |      |
| Mittl. Tagesmax. (°C) | 13,3 | 13,7 | 15,0 | 17,4 | 20,9 | 24,5 | 27,6 | 27,7 | 25,4 | 22,0 | 17,5 | 14,4 | ⌀ | 20   |
| Mittl. Tagesmin. (°C) | 3,9  | 4,3  | 5,3  | 7,3  | 10,6 | 13,8 | 16,2 | 16,5 | 14,4 | 11,4 | 7,7  | 4,8  | ⌀ | 9,7  |
|                       |      |      |      |      |      |      |      |      |      |      |      |      |   |      |
| Niederschlag (mm)     | 74   | 70   | 58   | 52   | 40   | 19   | 11   | 20   | 44   | 87   | 96   | 76   | Σ | 647  |
|                       |      |      |      |      |      |      |      |      |      |      |      |      |   |      |
| Sonnenstunden (h/d)   | 4,3  | 5,0  | 6,1  | 7,5  | 9,1  | 10,7 | 11,8 | 10,7 | 8,8  | 6,8  | 5,0  | 4,1  | ⌀ | 7,5  |
|                       |      |      |      |      |      |      |      |      |      |      |      |      |   |      |
| Regentage (d)         | 9    | 9    | 8    | 7    | 6    | 3    | 1    | 2    | 4    | 7    | 9    | 9    | Σ | 74   |
|                       |      |      |      |      |      |      |      |      |      |      |      |      |   |      |
| Wassertemperatur (°C) | 14   | 13   | 14   | 14   | 16   | 20   | 23   | 24   | 22   | 20   | 18   | 15   | ⌀ | 17,8 |
|                       |      |      |      |      |      |      |      |      |      |      |      |      |   |      |
| Luftfeuchtigkeit (%)  | 81   | 81   | 81   | 80   | 81   | 78   | 76   | 76   | 77   | 81   | 82   | 81   | ⌀ | 79,6 |

| 3,9 |

| 4,3 |

| 5,3 |

| 7,3 |

| 10,6 |

| 13,8 |

| 16,2 |

| 16,5 |

| 14,4 |

| 11,4 |

| 7,7 |

| 4,8 |

| 3,9 |

| 4,3 |

| 5,3 |

| 7,3 |

| 10,6 |

| 13,8 |

| 16,2 |

| 16,5 |

| 14,4 |

| 11,4 |

| 7,7 |

| 4,8 |

## Geschichte

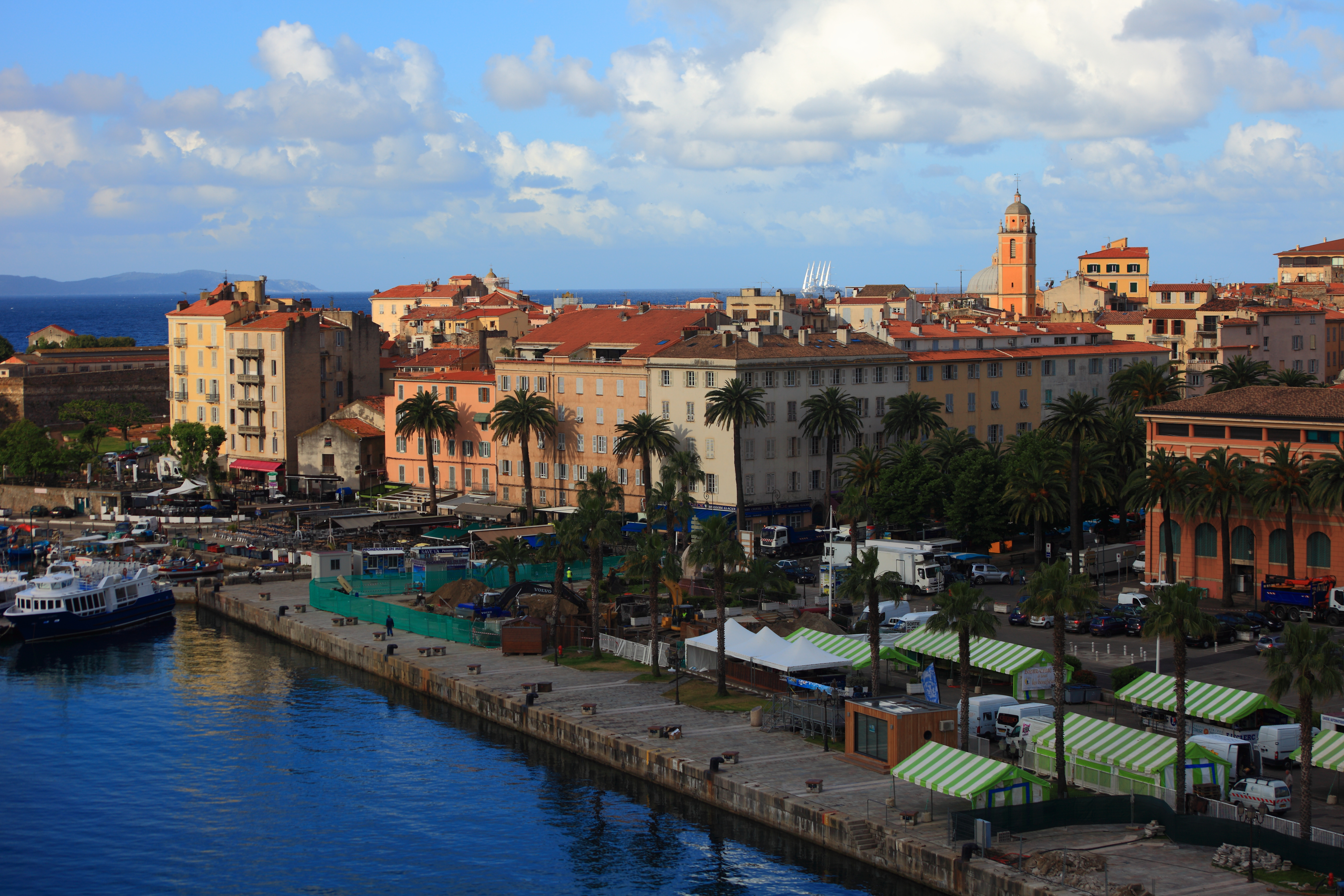
Genuesische Altstadt von Ajaccio

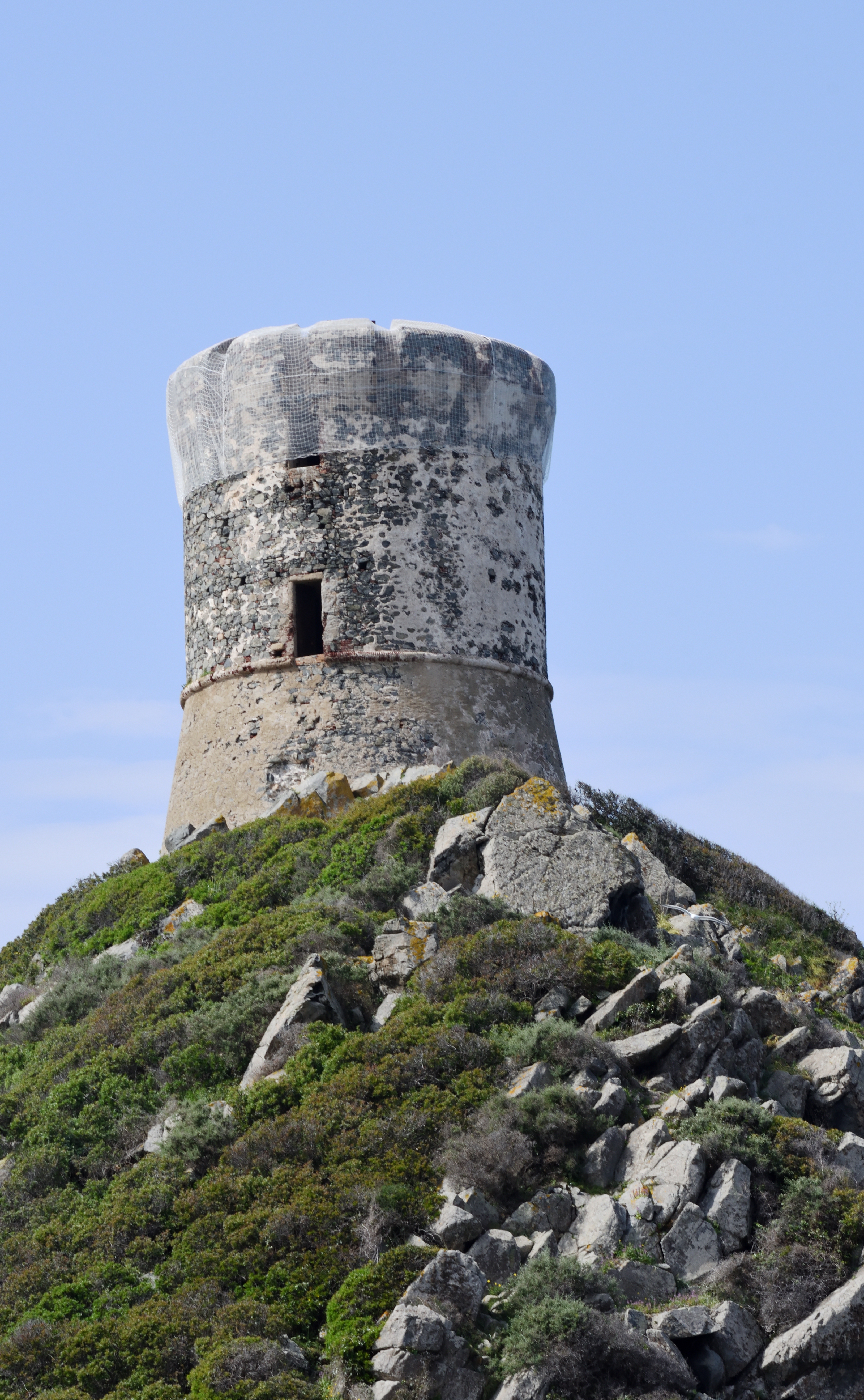
Der genuesische Turm Tour de la Parata überwachte die Einfahrt zum Golf von Ajaccio

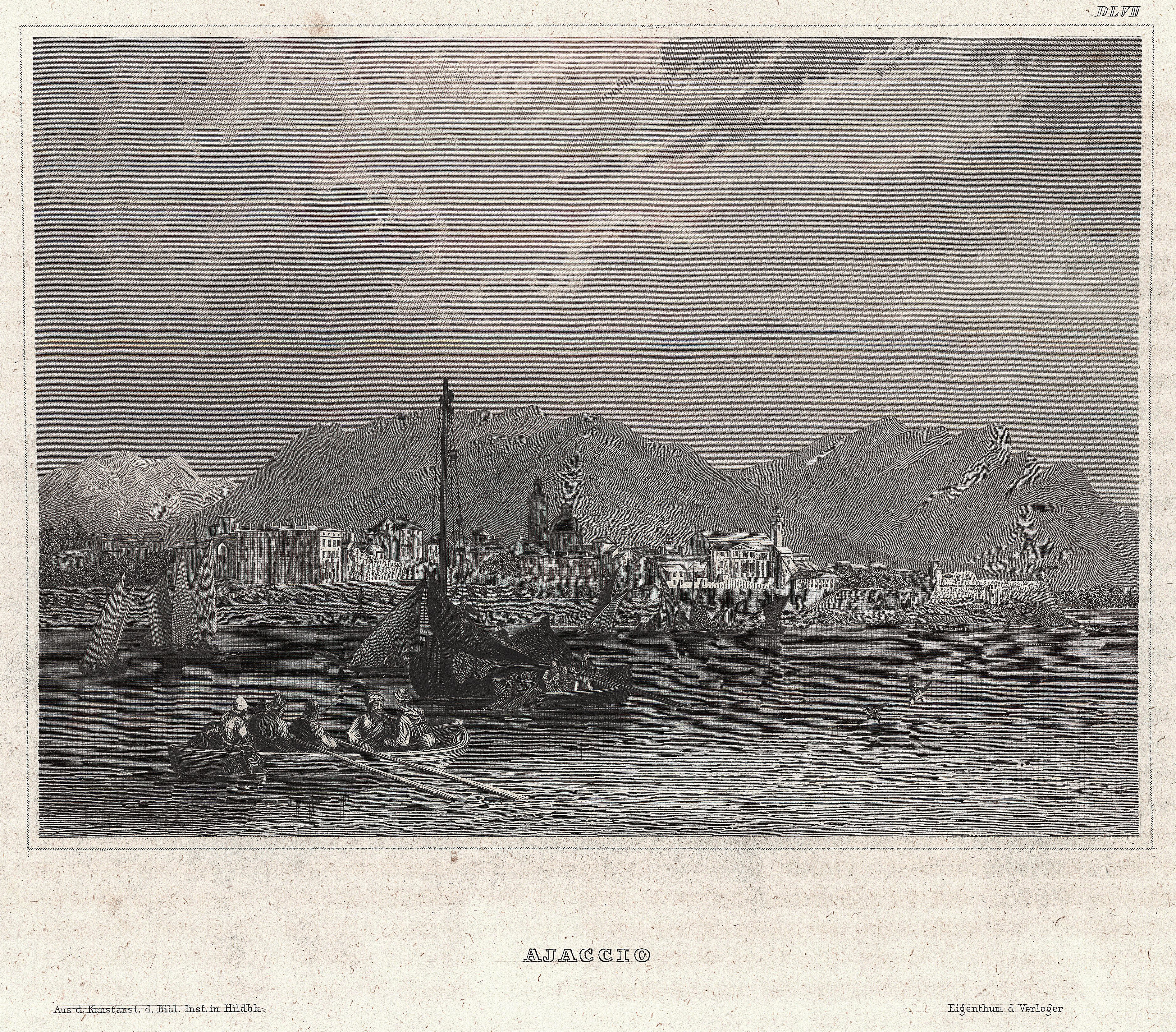
Blick auf Ajaccio zu Mitte des 19. Jh.

Zur Zeit der Ptolemäer war die Küstenregion bereits besiedelt, zur römischen Zeit gab es den Hafenort Adiacium. Das heutige Ajaccio wurde 1492 von den Genuesen gegründet.
- 1553: Die Franzosen bemächtigen sich der Stadt und errichten die Zitadelle.
- 1559: Der König von Frankreich übergibt Korsika den Genuesen, aufgrund der Vollstreckung und Einhaltung des Vertrages von Cateau-Cambresis.
- 1575: Die Ligurische Republik bewilligt Ajaccio ein Stadtwappen: Azurblau, mit einer silbernen Säule in der Mitte, überragt vom Wappenschild der Republik Genua, umrahmt von einem silbernen Hund auf jeder Seite mit der Inschrift in lateinischer Sprache: Dies sind die Bürger Ajaccios und ihre Beziehung zur Republik Genua.
- 1656: Die Stadtherren von Ajaccio stellen die Stadt unter den Schutz der Heiligen Jungfrau von Savona, die die Stadt vor der Pest bewahren soll. Sie ist seit damals die Schutzpatronin und wird jährlich am 18. März gefeiert.
- 1729: Während des 40-jährigen Krieges errichtet Pasquale Paoli im Königtum Korsikas demokratische Institutionen.
- 1739: Lucas von Ornano versucht sich der Stadt zu bemächtigen, jedoch ohne Erfolg.
- 1763: Paoli versucht auf eigene Verantwortung an die Macht zu gelangen, aber sein Versuch misslingt.
- 1768: Die Franzosen bemächtigen sich Korsikas. Die Insel wird unter die Krone Frankreichs gestellt und seither ist ihre Geschichte eng mit der Frankreichs verknüpft.
- 1769: Geburt von Napoleon Bonaparte in Ajaccio
- 1793: Ajaccio wird Sitz des Départements Liamone 1811 Sitz des Départements Corse (Korsika).
- 1801: Die Stadtmauern von Ajaccio werden niedergerissen und neue Viertel bilden sich um den verbesserten Hafen. 5000 Einwohner zählte die Stadt damals, die innerhalb von zwei Jahrhunderten auf über 60.000 heranwuchs.
- 1811: Sitz des Départements Corse (Korsika)
- August 1944: Kriegsschiffe der Westalliierten sammeln sich vor Ajaccio, um von dort aus die Operation Dragoon (Landung an der Côte d’Azur ab dem 15. August 1944) zu beginnen.[5]

Das korsische Regionalparlament (Assemblée de Corse) hat seit seiner Gründung im Jahr 1982 seinen Sitz in Ajaccio. Es wurde im Zuge der Regionalisierung Frankreichs unter Staatspräsident François Mitterrand gegründet.

### Bevölkerungsentwicklung
| Jahr                       | 1962   | 1968   | 1975   | 1982   | 1990   | 1999   | 2006   | 2017   |
| Einwohner                  | 33.642 | 43.438 | 49.065 | 54.089 | 58.315 | 52.880 | 63.723 | 70.659 |
| Quellen: Cassini und INSEE |        |        |        |        |        |        |        |        |

### Wappen
Blasonierung: In Blau eine auf grünem Schildfuß stehende silberne Säule mit darüber schwebender dreispitziger silberner Krone, beiderseits gehalten von zwei aufrechten zugewandten goldenen Löwen, den jeweils hinteren Fuß auf der Säulenbasis ruhend.
Bis 1768 gehörte Korsika zur Republik Genua im heutigen Italien. Das Wappen von Ajaccio hat Bezüge zu Italien: Die Säule mit der Krone stammt aus dem Wappen des römischen Geschlechts Colonna; die ursprünglichen Wappentiere – Hunde – wurden durch Löwen ersetzt.

## Sehenswürdigkeiten

### Stadtbild
Die Innenstadt ist von schmalen, schattigen Gassen mit mehrstöckigen alten Häusern geprägt. In den umliegenden Vierteln finden sich großzügige Boulevards mit prachtvollen Villen. Die Fassaden der Häuser sind meist in warmen Rot-, Orange- und Gelbtönen gehalten.
Die Ostseite der Stadt ist von Häfen geprägt: Zwischen zwei Yachthäfen liegt der Gare Maritime mit Anlegern für große Fähren und Kreuzfahrtschiffe. Die Zitadelle Ajaccio an der Südostspitze trennt als markante Landmarke das östliche vom südlichen Meeresufer der Stadt. Das südliche Ufer ist geprägt von einem Boulevard, der sich 10 km bis über die Stadt hinaus zur Landspitze Pointe de la Parata zieht. Das gesamte südliche Ufer ist gesäumt von sandigen Badestränden.

### Innenstadt

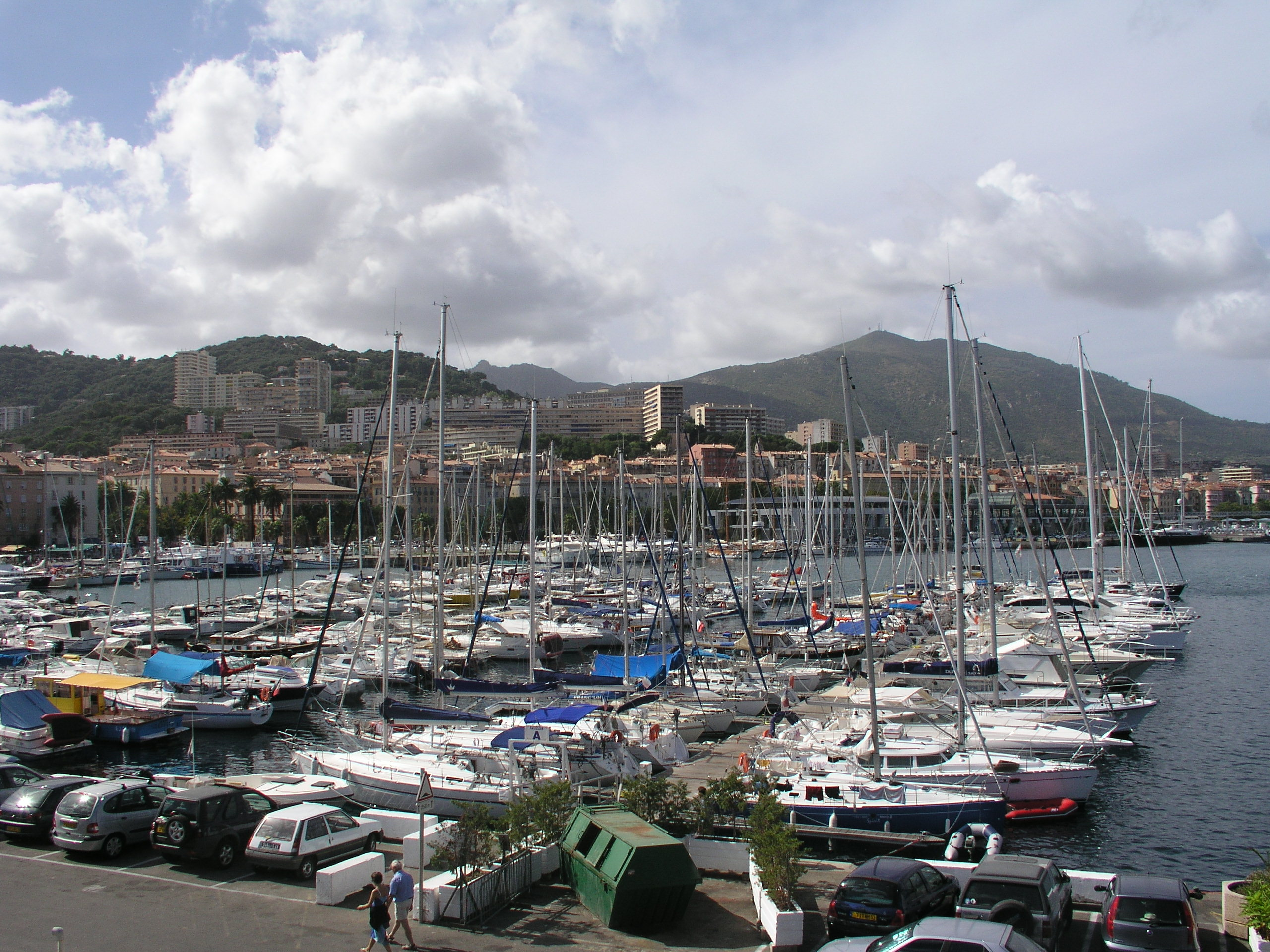
Der Hafen

Die genuesische Altstadt mit ihren engen Gassen ist stark touristisch geprägt. Sie erstreckt in mit einem Durchmesser von rund 250 m nordwestlich der Zitadelle. Vor der Zitadelle liegt der vornehmste Yachthafen, der Port de Plaisance Tino Rossi. Innerhalb dieses Yachthafens liegt der Fischereihafen Port Abri im Schatten der Zitadelle. Die Spitze der Jetée de la Citadelle auf der Außenmole des Yachthafens bietet einen Ausblick auf Hafen, Stadt und die Bucht von Ajaccio. Die Zitadelle selbst kann nur im Rahmen einer organisierter Führungen des Tourismusbüros besichtigt werden.
Nördlich an die Altstadt schließt sich die Place Maréchal Foch, auch Place des Palmiers genannt, mit dem von vier Löwen geschmückten Denkmal für Napoléon Bonaparte an. An der Avenue Serafini, die die Nordseite des Platzes begrenzt, liegt das Rathaus der Stadt. Auf dem Platz findet mehrmals wöchentlich ein Markt statt, auf dem korsische Produkte, insbesondere korsische Wurst und korsischer Käse angeboten werden. Jeden Donnerstag im Juli und August veranstaltet dort die Association du 2e Régiment des chasseurs à pied de la garde eine Parade in den Originaluniformen der napoleonischen Zeit. Nördlich an den Platz schließt sich das lebhafte Einkaufsviertel um die Fußgängerzone Rue du Cardinal Fesch an.

### Historische Bauten und Denkmäler

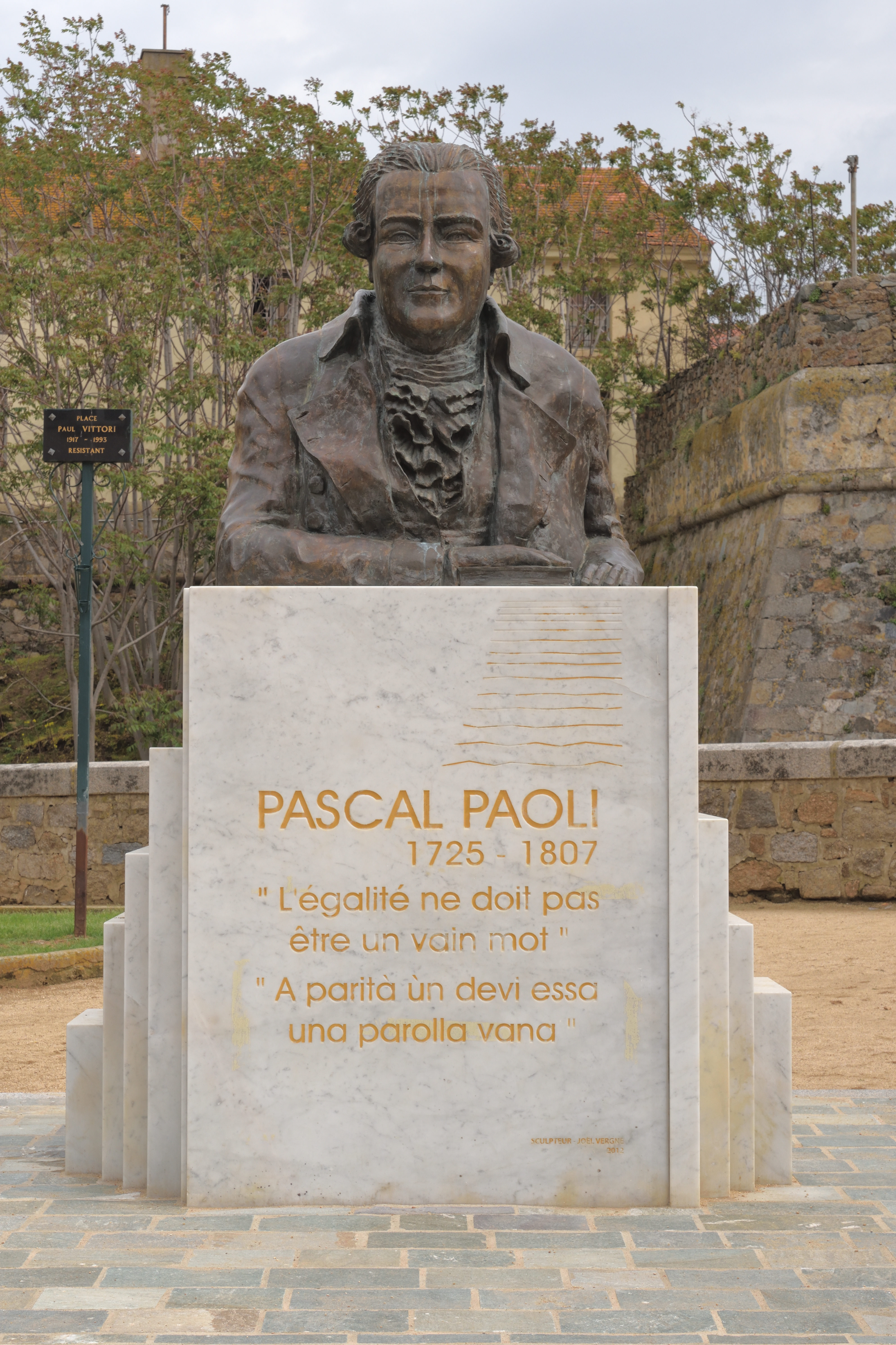
Denkmal für Pasquale Paoli vor der Zitadelle

Für eine Liste der historischen Bauwerke und Denkmäler siehe Liste der Monuments historiques in Ajaccio.
Napoleon Bonaparte ist in seiner Heimatstadt Ajaccio allgegenwärtig. Neben dem erwähnte Denkmal auf der Place Maréchal Foch steht oberhalb der Stadt an der Place d`Austerlitz eine monumentale Statue. Auf der Schräge unterhalb sind Eckdaten seines Lebenslaufs eingraviert. Von der Statue aus hat man durch den Cours Général Leclerc und den Cours Grandval eine Sichtachse durch den neueren Teil der Innenstadt bis zum Hafen. In der Altstadt befindet sich das Geburtshaus Napoleons Maison Bonaparte.
Eine Statue von Napoleon in Gestalt eines römischen Konsuls, das Monument à Napoléon Ier et ses frères, steht auf der großen freien Place Charles de Gaulle unmittelbar westlich der Altstadt. Um die Statue Napoleons gruppieren sich Statuen seiner Brüder Joseph, Lucien, Louis und Jérôme. An der südöstlichen Seite des Platzes steht ein an die Weltkriege erinnerndes Kriegerdenkmal. Mit der Büste von Napoleon II. besteht in der Stadt auch ein kleines Denkmal für Napoleon II. Vor dem Palais Fesch erinnert das Fesch-Denkmal an Kardinal Fesch.
Eine Büste des Freiheitskämpfers, demokratischen Verfassungsgebers und Bonaparte-Gegners Pasquale Paoli, das Paoli-Denkmal, ist am Boulevard Danielle Casanova zwischen Altstadt und Zitadelle aufgestellt.

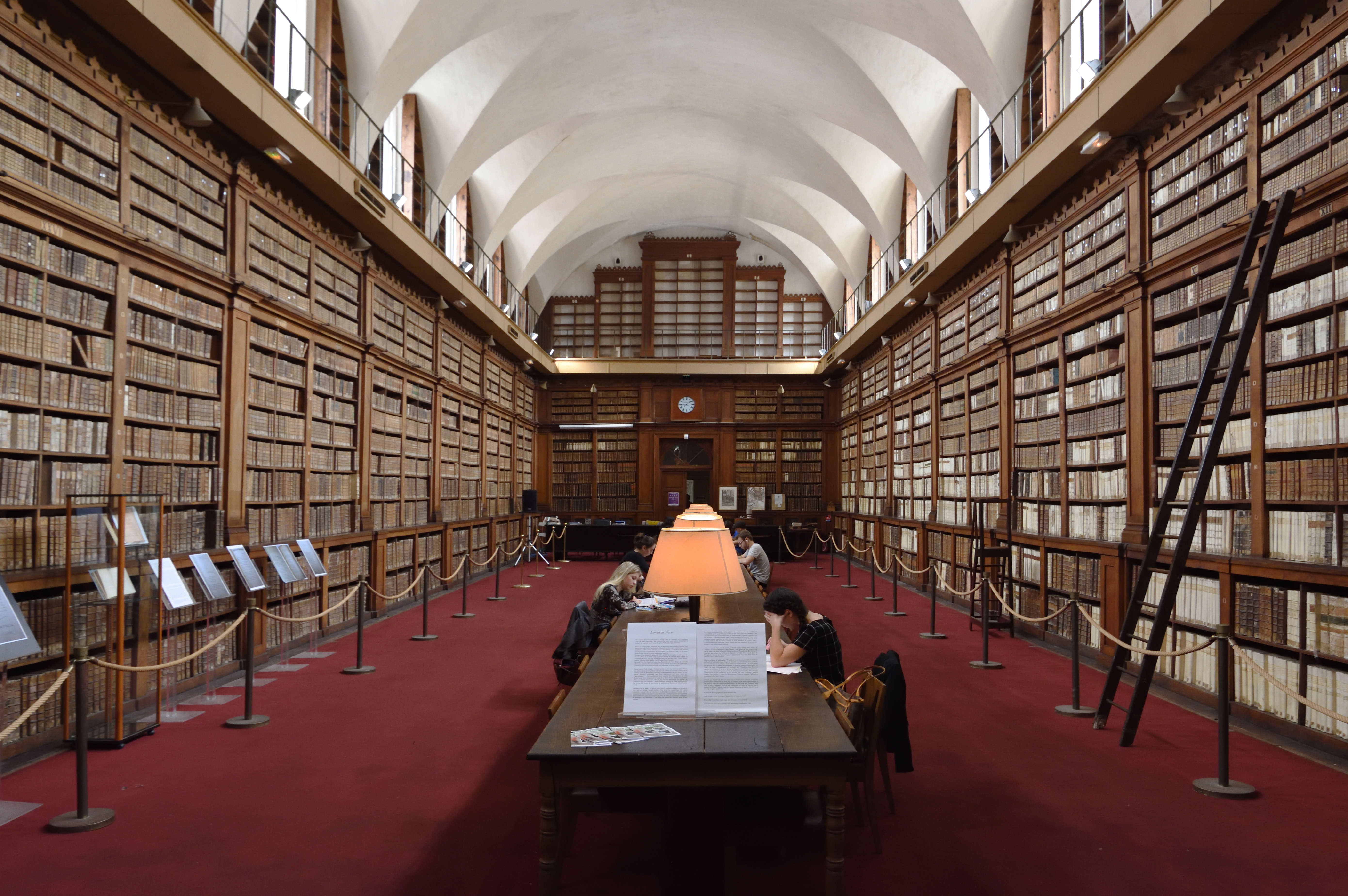
Lesesaal der städtischen Bibliothek

In Ajaccio befinden sich mehrere historische Kirchen, darunter die Kathedrale Notre-Dame-de-l’Assomption, das 1565 errichtete Oratoire Saint-Jean-Baptiste, das 1599 entstandene Oratoire Saint-Roch, die 1622 gebaute Saint-Erasme und die 1885 erbaute Kirche Saint-Roch. Besonders bemerkenswert ist die 1801 von Lucien Bonaparte gegründete Stadtbibliothek Ajaccio. Der Sitz der Regionalregierung befindet sich im Palais Lantivy.

### Friedhof
Am südlichen Uferboulevard liegt am Rande des Innenstadtbereichs der Cimetière d`Ajaccio mit vielen, teils monumental gestalteten Familiengrabkapellen. Hier befindet sich auch eine kleinere Grabkapelle für den im Ort geborenen Sänger Tino Rossi. Außerhalb des Friedhofs liegt eine Reihe besonders großer Kapellen, die Sept Chapelles.

### Pointe de la Parata

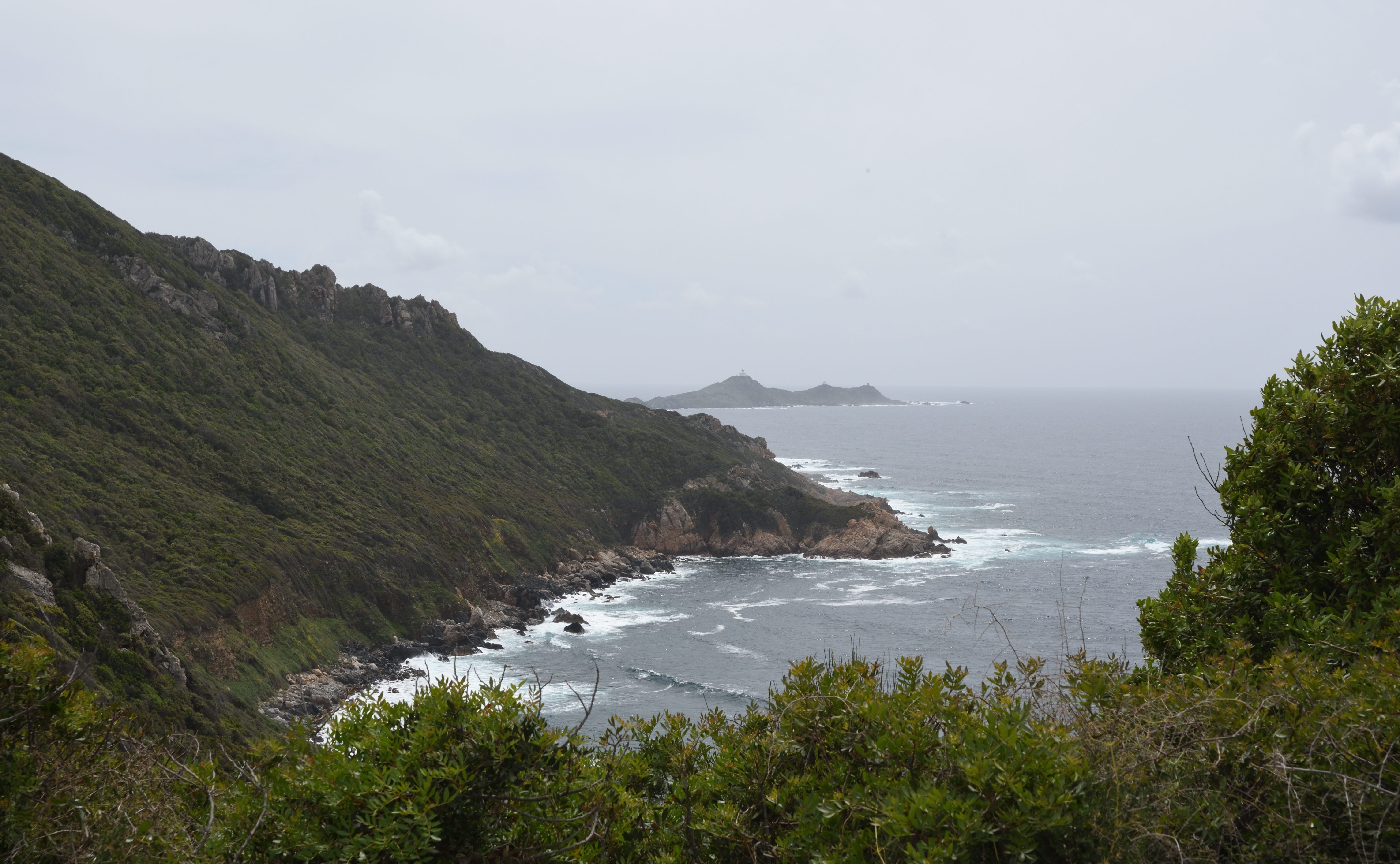
Wanderung an der Steilküste nördlich der Pointe de la Parata

Die westliche Landspitze Pointe de la Parata wird von einem genuesischen Wachturm überragt. Der Turm selbst kann nicht betreten werden. Dessen Anhöhe und die Landspitze unterhalb bieten einen Rundblick in die erweiterte Bucht von Ajaccio, in die Berg- und Küstenlandschaft südlich davon, hinüber zu der Inselkette der Îles Sanguinaires, hinaus aufs offene Meer und hinüber zu den nördlichen Küstenabschnitten. Mit Booten kann man sich zu den Inseln übersetzen lassen. Eine Wanderpfad führt über die Klippen und durch die Macchia Richtung Norden bis hin zu abgelegenen Badestränden und zum Capo di Feno mit seinem Leuchtturm.

## Veranstaltungen
- Journées Napoléoniennes d’Ajaccio vom 12. bis 15. August. Umzüge, Konzerte, Schauspiel und Ausstellungen.
- Les Régates Imperiales – Ende Mai/Anfang Juni versammeln sich Segeloldtimer im Golf von Ajaccio
- Frühling in der Region Ajaccio – Mitte April bis Anfang Mai. Das reichhaltige Programm reicht von Sportereignissen, Kultur und Freizeitaktivitäten bis zu festlichen und kulinarischen Rendezvous in den Dörfern der Umgebung von Ajaccio.

## Sport
In der Gemeinde sind die Fußballvereine AC Ajaccio und Gazélec FCO Ajaccio beheimatet.

## Städtepartnerschaften
- La Maddalena auf Sardinien (Italien)
- Larnaka (Zypern)
- Palma auf Mallorca (Spanien)

## Persönlichkeiten

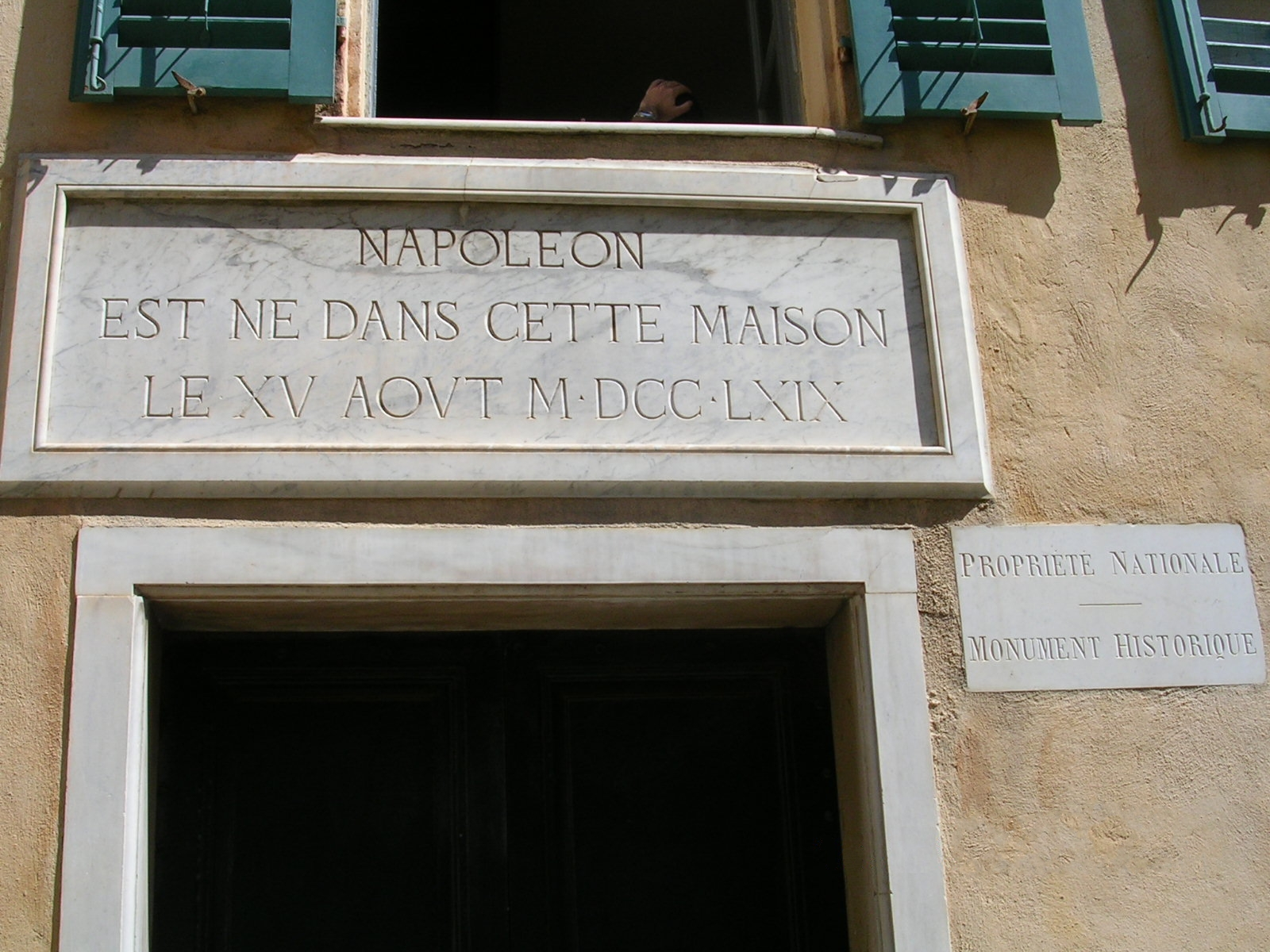
Inschrift am Eingang zu Napoleons Geburtshaus

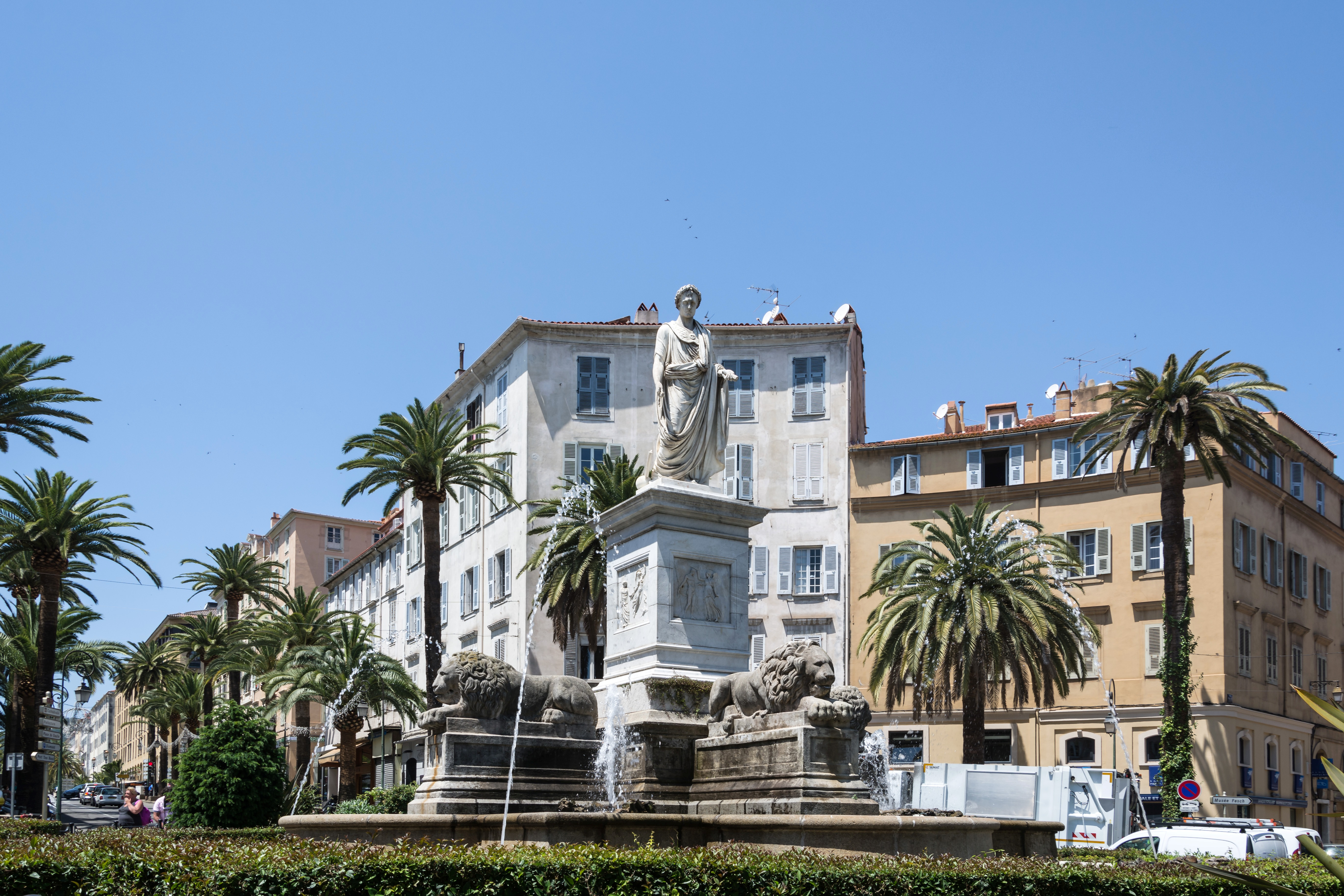
Place Foch, Napoleon Bonaparte auf dem Brunnen der vier Löwen

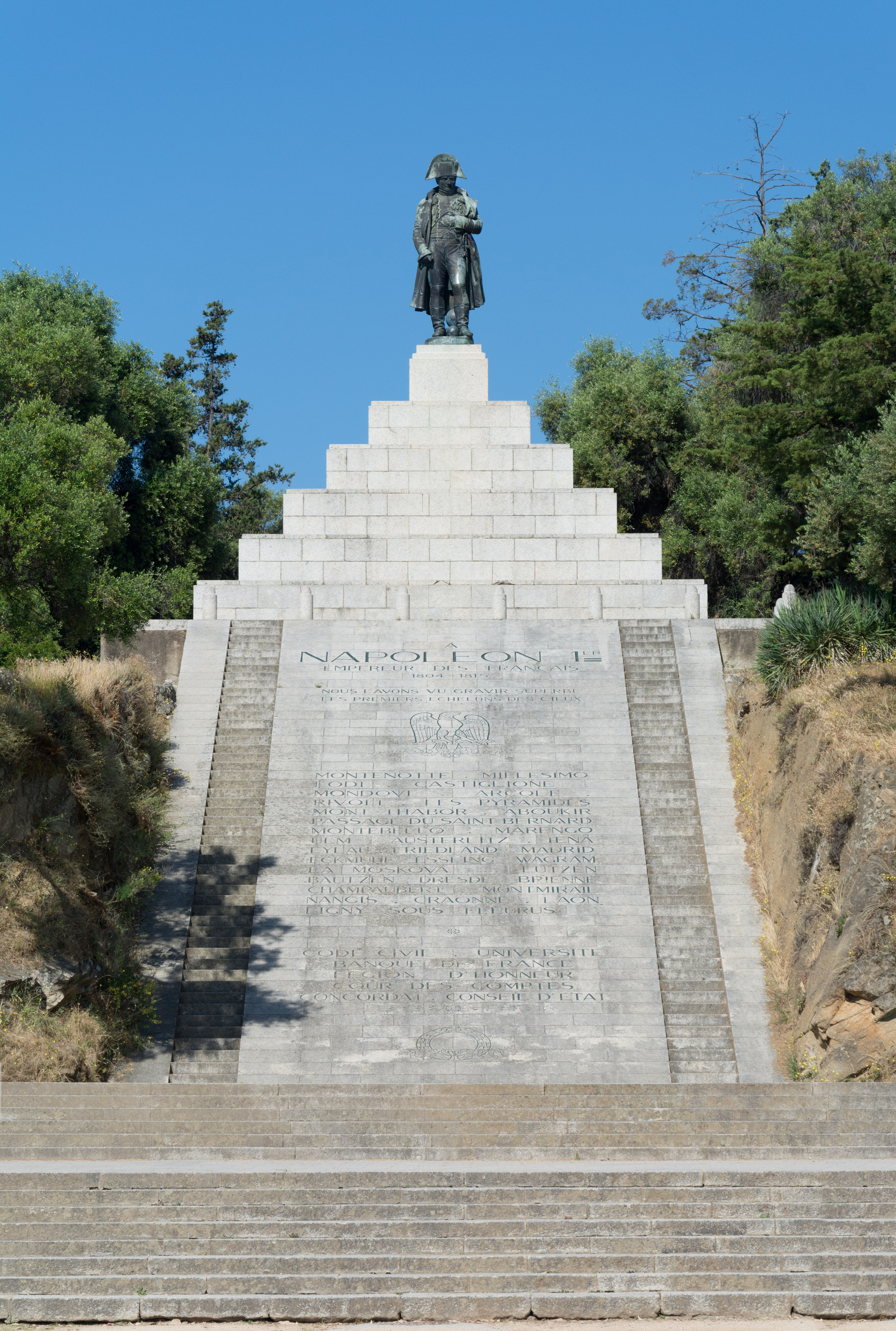
Place d’Austerlitz, Denkmal für Napoleon und dessen Erfolge

- Giuseppe Maria Buonaparte (1713–1763), Politiker und Großvater des französischen Kaisers Napoleon I.
- Carlo Buonaparte (1746–1785), Vater von Joseph Bonaparte und Napoleon Bonaparte
- Laetitia Ramolino (1750–1836), Ehefrau von Carlo di Buonaparte und Mutter Napoléon Bonapartes
- Pascal Antoine Fiorella (1752–1818), General der Infanterie
- Félix Baciocchi (1762–1841), Herzog von Lucca (1805–1814/15)
- Joseph Fesch (1763–1839), Kardinal
- Napoleon Bonaparte (1769–1821), Kaiser der Franzosen
- Louise Antonini (1771–1861), Soldatin
- Lucien Bonaparte (1775–1840), Bruder des französischen Kaisers Napoleon I.
- Louis Bonaparte (1778–1846), König von Holland, Bruder Napoléon Bonapartes
- Pauline Bonaparte (1780–1825), Herzogin von Parma; Lieblingsschwester von Napoleon Bonaparte
- Caroline Bonaparte (1782–1839), Schwester von Napoléon Bonaparte, Königin von Neapel
- Jérôme Bonaparte (1784–1860), Bruder Napoléon Bonapartes, König von Westfalen, Marschall von Frankreich
- Philippe-Antoine d’Ornano (1784–1863), General
- Flaminia zu Salm-Salm (1795–1840), Adlige
- Jérôme-Eugène Coggia (1849–1919), Astronom
- Michel Zévaco (1860–1918), Schriftsteller
- François Coty (1874–1934), Parfümeur
- Adolphe Landry (1874–1956), französischer Politiker und Ökonom
- Marie Long-Landry (1877–1968), französische Ärztin
- Marguerite Pichon-Landry (1877–1972), französische Feministin
- Lasthénie Thuillier-Landry (1879–1962), französische Ärztin
- Irène Bordoni (1885–1953), französisch-amerikanische Schauspielerin und Sängerin
- Tino Rossi (1907–1983), Sänger und Schauspieler
- Danielle Casanova (1909–1943), Kommunistin und Angehörige der Résistance
- Pierre du Bourguet (1910–1988), Ägyptologe und Kunsthistoriker
- Achille Peretti (1911–1983), Angehöriger der Résistance, Bürgermeister von Neuilly-sur-Seine
- Jean-Toussaint Desanti (1914–2002), Philosoph
- François-Xavier Ortoli (1925–2007), Politiker, Präsident der Europäischen Kommission
- Michel Giacometti (1929–1990), Ethnologe
- Paul Vecchiali (1930–2023), Filmregisseur
- Jean-Jean Marcialis (1937–2013), Fußballspieler
- François Duprat (1940–1978), rechtsextremer Denker
- Michel Ferracci-Porri (* 1949), Schriftsteller
- François Alfonsi (* 1953), Politiker (PNC)
- Yvan Colonna (1960–2022), korsischer Nationalist
- César Nativi (* 1962), Fußballspieler
- Nicolas Ivanoff (* 1967), Kunstflugpilot
- Nathalie Santamaria (* 1973), Sängerin
- Salim Sdiri (* 1978), Weitspringer
- Laurent Marcangeli (* 1980), Politiker
- Alizée (* 1984), Sängerin
- Yannick Cahuzac (* 1985), Fußballspieler
- Rémy Cabella (* 1990), Fußballspieler
- Wahbi Khazri (* 1991), tunesisch-französischer Fußballspieler
- Claude Gonçalves (* 1994), portugiesisch-französischer Fußballspieler
- François-Joseph Sollacaro (* 1994), Fußballspieler
- Adama Diakhaby (* 1996), Fußballspieler
- Vincent Marchetti (* 1997), Fußballspieler
- Evann Guessand (* 2001), französisch-ivorischer Fußballspieler
- Ghjuvanni Quilichini (* 2002), Fußballspieler

Bischöfe:
- Siehe: Liste der Bischöfe von Ajaccio